# Mary Beale
Mary Beale (Barrow, Suffolk, 26 de marzo de 1633-1699) fue una pintora inglesa de retratos y una de las retratistas más importantes del siglo XVII en Inglaterra. Ha sido reconocida como la primera pintora profesional inglesa.

## Primeros años
Beale nació en Barrow, Suffolk, hija de John Cradock, un rector puritano. Su madre, Dorothy, murió cuando ella tenía 10 años. Con 18 años, contrajo matrimonio con Charles Beale, un comerciante de telas de Londres. Su padre y su marido fueron pintores aficionados, y su padre fue miembro del Gremio de Pintores Tintoreros de Inglaterra, y estaba familiarizado con artistas locales como Nathaniel Thach, Matthew Snelling, Robert Walker y Peter Lely. Ella se convirtió en retratista casi profesional en las décadas de 1650 y 1660, trabajando desde su casa, primero en Covent Garden y más tarde en Fleet Street.
La familia de Mary Beale se trasladó a una granja en Allbrook (Hampshire) en 1665 debido a dificultades financieras (su marido perdió su empleo como empleado de patentes) y también debido a la Gran Plaga de Londres. Vivió los siguientes cinco años en un aserradero de madera que adaptó como vivienda para su familia y como estudio de pintura.

## Entorno profesional

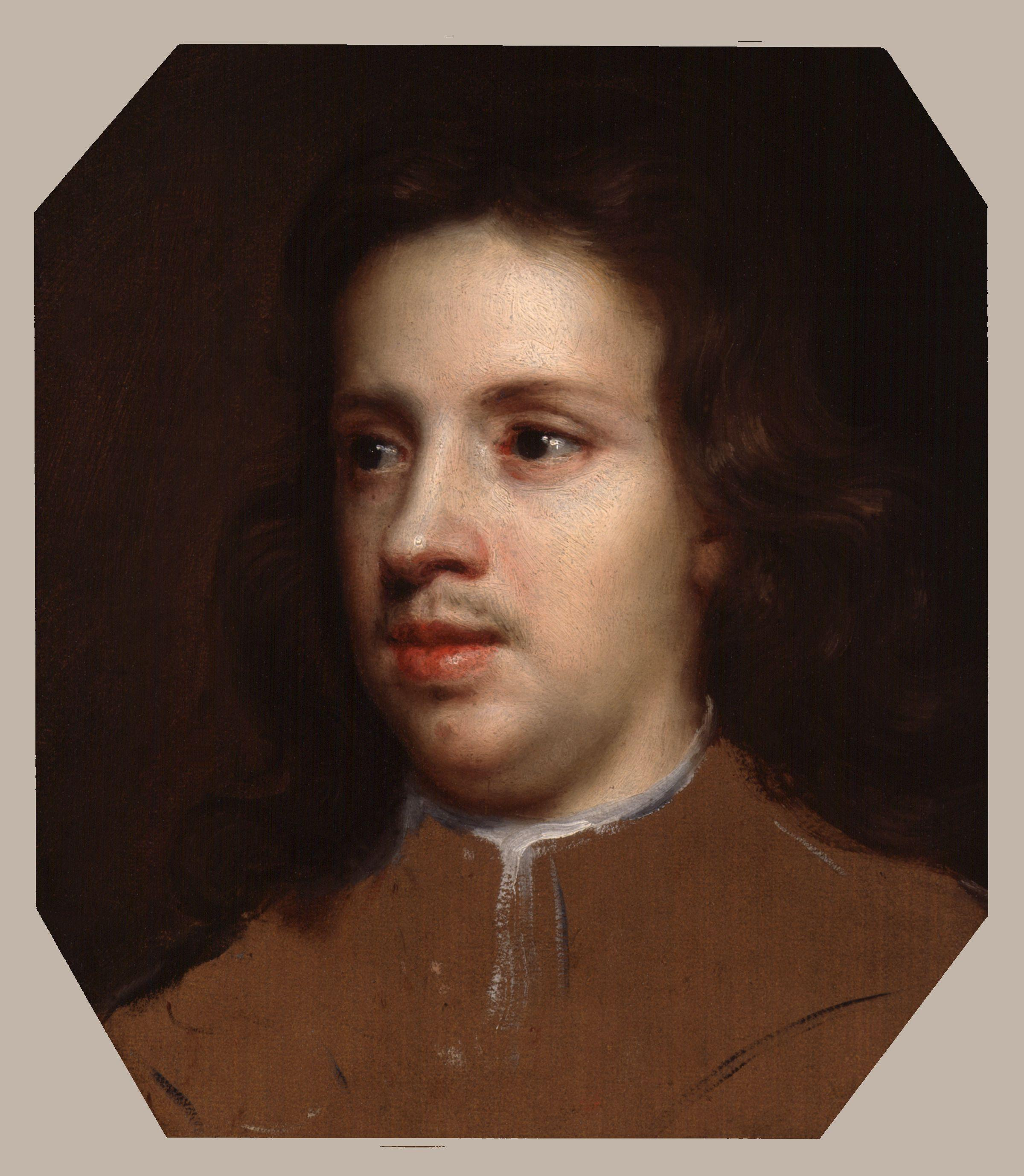
Charles Beale, por Mary Beale

Regresó a Londres en 1670 y estableció su estudio en Pall Mall, donde su marido trabajó como su asistente, mezclando pinturas y llevando sus cuentas. La empresa fue un éxito y el matrimonio hizo un círculo de amigos destacados de la época, incluidos el poeta Thomas Flatman, Samuel Woodford, el Arzobispo de Canterbury John Tillotson y los obispos Edward Stillingfleet y Gilbert Burnet. Mary Beale se reencontró con Peter Lely, quien era ahora Miembro del Tribunal de Justicia y artista exclusivo de Carlos II de Inglaterra. Su trabajo posterior estuvo fuertemente influido por Lely, en especial sus retratos suelen ser copias o miniaturas de las obras de Lely. 

## Familia
Uno de sus hijos, Bartolomé, murió joven. Su segundo hijo, también llamado Bartolomé, se dedicó a la pintura antes de convertirse en médico. Un tercer hijo, Charles Beale también fue pintor y se especializó en la creación de miniaturas. Los problemas económicos de la familia no se solucionaron pese a la popularidad de Mary como retratista debido los grandes egresos en la compra de insumos y obras de arte y los gastos que implicaba atender a sus numerosos invitados y patrocinadores. En los últimos años de su carrera la pintora experimentó con soportes más económicos, que incluían bolsas de cebollas, por ejemplo, y Charles realizó un detallado registro de estos experimentos y del resultado obtenido con los nuevos soportes e imprimaciones.

## Final de su carrera
El estilo de retrato de Corte comenzó a perder popularidad y la clientela de Mary se redujo considerablemente hacia 1680, viendo reducidos sus encargos a un promedio de 39 anuales. En el tiempo que no trabaja en algún encargo, Mary practicaba realizando pequeños estudios. Utilizó varias técnicas, que incluían el óleo, la acuarela y los pasteles. Trabajó hasta el año de su muerte, en 1699. Su hijo Bartholome pintó retratos antes de dedicarse por completo a la medicina y Charles se dedicó a la pintura, especialmente de miniaturas. Mary Beale está enterrada en St. James, Piccadilly. Su marido murió en 1705.